# Xavier University of Louisiana

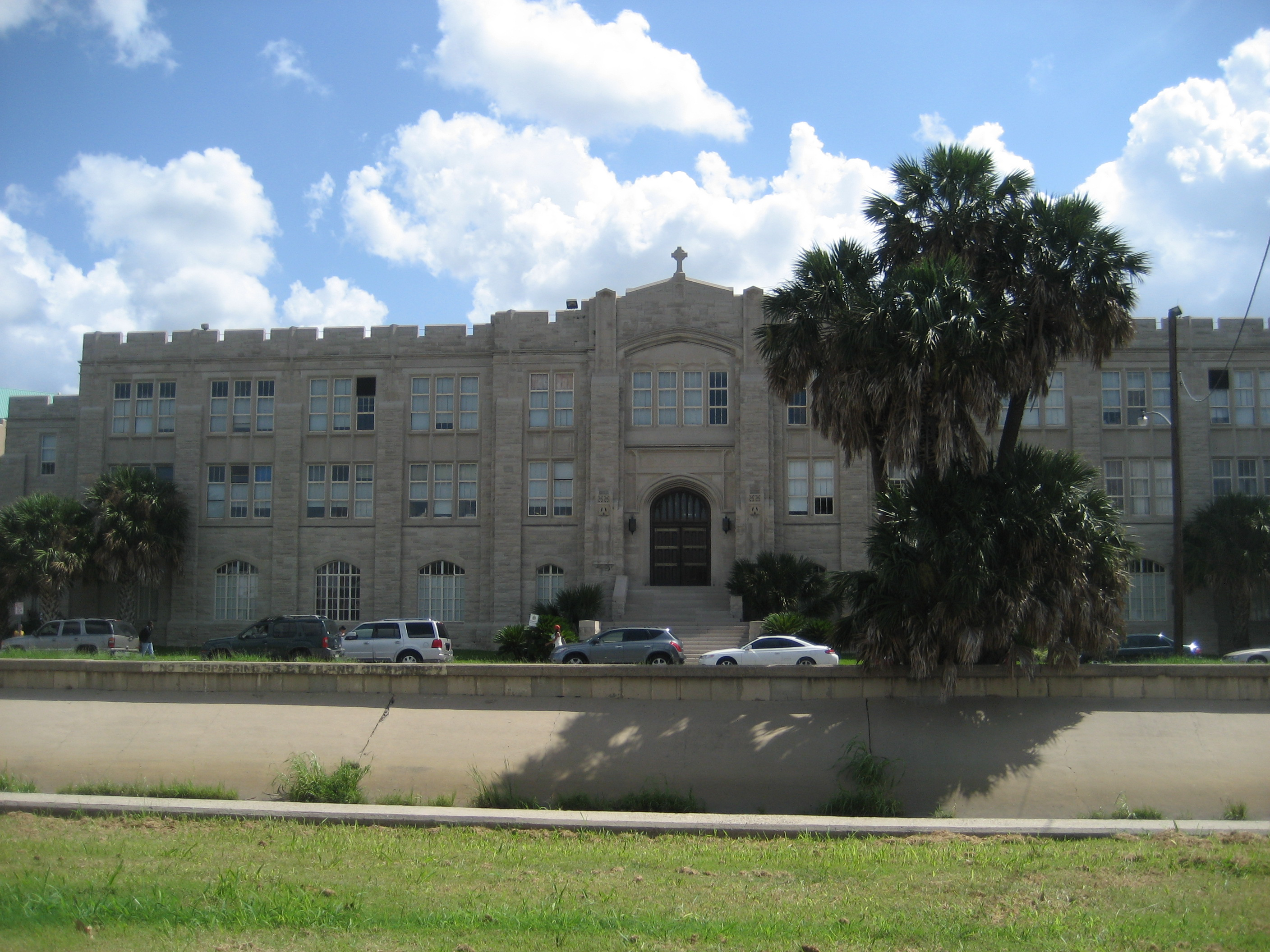
Xavier University of Louisiana

Xavier University of Louisiana (XULA) ist ein katholisch orientierte Hochschule in New Orleans, der größten Stadt im US-Bundesstaat Louisiana.

## Mission
Die XULA ist von 105 „historically Black“ und 253 „Catholic“ Colleges das einzige Institut, das beide Kennzeichnungen vereint. Es kann auch als einziges für sich in Anspruch nehmen, von einer päpstlich kanonisierten Heiligen, nämlich Katherine Maria Drexel gegründet zu sein.
Als Ausrichtung gilt die Unterstützung einer gerechten und humanen Gesellschaft. Sie bereitet ihre Studenten darauf vor, Rollen in der Führung und im Dienste der Gesellschaft anzunehmen. Diese Vorbereitung findet statt in pluralistischer Lehre und Lernumgebung mit allen relevanten Mitteln einschließlich Forschung und Dienstleistung.
The current Mission Statement of Xavier in many ways quite identical to the founding Mission:
Xavier University of Louisiana is Catholic and historically Black. The ultimate purpose of the University is the promotion of a more just and humane society. To this end, Xavier prepares its students to assume roles of leadership and service in society. This preparation takes place in a pluralistic teaching and learning environment that incorporates all relevant educational means, including research and community service.

## Zahlen zu den Studierenden, den Dozenten und zum Vermögen
Im Herbst 2022 waren 3.419 Studierende an der Xavier University of Louisiana eingeschrieben. 2021 waren es 3.604 gewesen, von denen 2.755 (76,4 %) ihren ersten Studienabschluss anstrebten und die damit undergraduates waren. Von diesen waren 76 % weiblich und 24 % männlich; 2 % bezeichneten sich als asiatisch, 84 % als schwarz/afroamerikanisch, 5 % als Hispanic/Latino und 1 % als weiß. 849 (23,6 %) arbeiteten auf einen weiteren Abschluss hin, sie waren graduates. Es lehrten 311 Dozenten an der Universität, davon 245 in Vollzeit und 66 in Teilzeit.
Nach über 4.100 vor dem Hurrikan Katrina (2005) waren es ca. 2009 wieder 4.121 Studierende. 2007 wurden 521 Absolventen graduiert, insgesamt bereits über 18.000.
Der Wert des Stiftungsvermögens der Universität lag laut Webseite 2022 bei 178 Mio. US-Dollar. 2010 waren es 90 Mio. US-Dollar gewesen.

## Persönlichkeiten

### Absolventen
- Gilda Barabino – Bioingenieurin und Spezialistin für die Sichelzellkrankheit
- Regina Benjamin – Physikerin, erste afro-amerikanische Frau als Kuratorin beim American Medical Association's Board of Trustees
- Annabelle Bernard – erste schwarze Hauptdarstellerin bei der Deutschen Oper in Berlin
- Alvin J. Boutte – Gründer und Vorstand des größten schwarz-geführten Finanzinstituts Indecorp sowie der Independence Bank und der Drexel National Bank in Chicago
- Louis Castenell – Dekan des University of Cincinnati's College of Education
- Charles Champion – einflussreicher US-Pharmazeut für pflanzliche Medizin
- Alexis Herman – erster afro-amerikanischer US-Arbeitsminister
- Patrice Jean – an der Princeton University ausgezeichnet als „Unsung Heroine“ für ihre sozialrechtlichen Bemühungen sowie mit einem Preis für „effectiveness in teaching molecular biology“
- Ivan L. R. Lemelle – Richter am US-Bezirksgericht in New Orleans
- Sherrie Brown Littlejohn – Vizepräsidentin und Pressesprecherin des Telekommunikations-Unternehmens SBC Messaging in Ramon, Kalifornien, einer Tochtergesellschaft von SBC Communications
- Marie McDemmond – erste weibliche Präsidentin der Norfolk State University
- George McKenna III – Erziehungswissenschaftler, entwickelte aus einer „bad urban school“ ein exzellentes Erziehungsmodell, das Basis für den Fernsehfilm „The George McKenna Story“ (1986) wurde
- Rosalind Miller – Direktorin des J. B. Henderson Family Investment Center in New Iberia, Louisiana, das sich um Niedrigeinkommensbezieher kümmert
- Bernard Randolph – Ehem. General der USAF, einer von nur 3 Afro-Amerikanern im Rang eines 4-Sterne-Generals bei den US-Streitkräften

### Preisträger
- 2006: Ehrendoktorwürde für Barack Obama – Senator und 44. US-Präsident